# Achryson surinamum
Achryson surinamum là một loài bọ cánh cứng trong họ Cerambycidae.